# Liste von Sprengstoffanschlägen im Jahr 1970
Die Liste von Sprengstoffanschlägen im Jahr 1970 erfasst Anschläge mit Sprengladungen und anderen Spreng- und Brandvorrichtungen gegen Einrichtungen und Ansammlungen von Menschen, die im Jahr 1970 passierten. Zu den Formen zählen unter anderem Auto- und Rucksackbomben. Siehe auch Liste von Anschlägen auf Verkehrsflugzeuge.

## Liste
| Datum         | Ereignis                                              | Ort          | Staat       | Tote | Verletzte | Anmerkung, Quellen |
| ------------- | ----------------------------------------------------- | ------------ | ----------- | ---- | --------- | ------------------ |
| 21. Feb. 1970 | Swissair-Flug 330                                     | Würenlingen  | Schweiz     | 47   | 0         | [ 1 ]              |
| 21. Apr. 1970 | Sprengstoffanschlag auf Philippine-Airlines-Flughafen | Cauayan City | Philippinen | 36   | 0         | [ 2 ]              |
| 22. Mai 1970  | Avivim-Schulbus-Anschlag                              | Galiläa      | Israel      | 12   | 25        |                    |
| 13. Juni 1970 | Sprengstoffanschlag auf Handelskammer                 | Des Moines   | USA         | 0    | 20        | [ 3 ]              |
| 22. Juli 1970 | Attentat von Gioia Tauro                              | Gioia Tauro  | Italien     | 6    | 66        |                    |